# Kasteel Ruffo de Bonneval

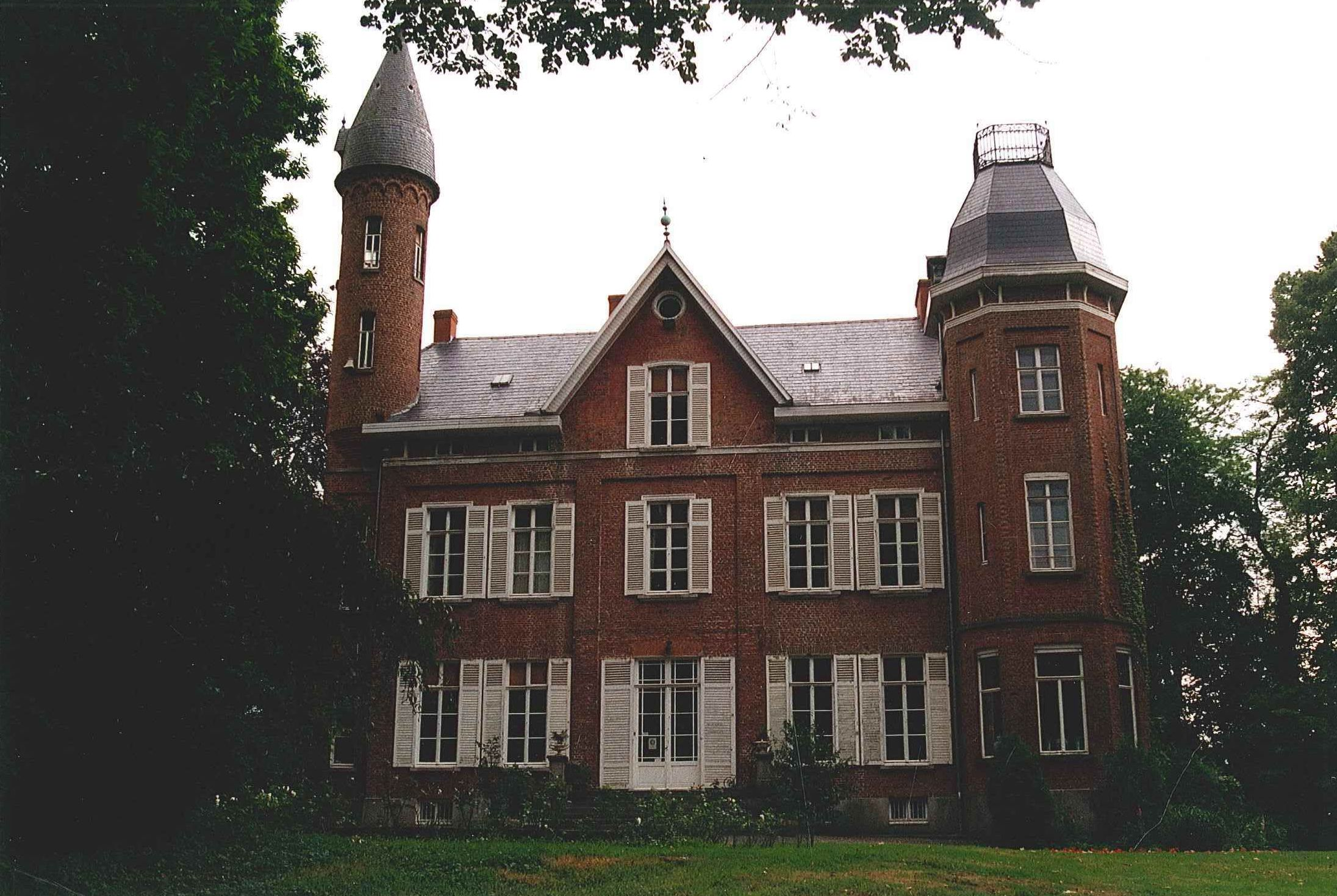
Kasteel Ruffo de Bonneval

Kasteel Ruffo de Bonneval is een kasteel tussen de Waregemsestraat en de Vijverdamstraat in Nokere, een deelgemeente van Kruisem. Het bakstenen kasteel in wervelende eclectische stijl ligt in een park (Engelse landschapstuin) van zeven hectare. Het ontstond als bospaviljoen van kasteel Casier en werd gebouwd in Empirestijl eind achttiende eeuw. In 1880 werden er torens bijgemetseld door Charles De Craene in opdracht van markgraaf Pierre Ruffo de Bonneval. Er werd toen ook een watertoren geconstrueerd en een serpentinevijver gegraven. Het behouden negentiende-eeuwse interieur bestaat uit een centrale hal waarrond salons gegroepeerd zijn. Jacques Ruffo de Bonneval (neef van koningin Paola) verkocht het kasteel aan de Waregemse ondernemer Renson, die het in 2007 liet restaureren.